# Mount Tom (Kalifornie)
Mount Tom je hora ve střední části pohoří Sierra Nevada, na východě Kalifornie, západně od města Bishop.
S nadmořskou výškou 4 163 m náleží k nejvyšším horám v Kalifornii.
Hora je pravděpodobně pojmenovaná podle Thomase Clarka, jednoho z prvních osadníků v oblasti, který v 60. letech 19. století vystoupil na vrchol.